# Atlas D Able
Atlas D Able – amerykańska rakieta nośna będąca modyfikacją rakiety Atlas Able. Nigdy nie wyszła poza fazę testów. Jej jedyny egzemplarz eksplodował na stanowisku LC 13, kosmodromu Cape Canaveral Air Force Station, 15 lutego 1960 podczas testów naziemnych w ramach przygotowań do  misji Pioneera 31. Prawdopodobnie sonda kosmiczna również uległa zniszczeniu. 
Rakieta składała się z podstawowego stopnia Atlas D, wyższego członu Able 5, z silnikiem AJ10-101A, i stopnia na paliwo stałe, Altair 1.
Podobny los spotkał wcześniejszy wariant Atlasa Able, oznaczony jako Atlas C Able, który również eksplodował podczas testów naziemnych.